# Clement Heaton
Clement John Heaton (* 21. April 1861 in Watford, Hertfordshire; † 27. Januar 1940 in New York) war ein britischer Glasmaler und -bläser, der überwiegend in der Schweiz und in den USA tätig war.

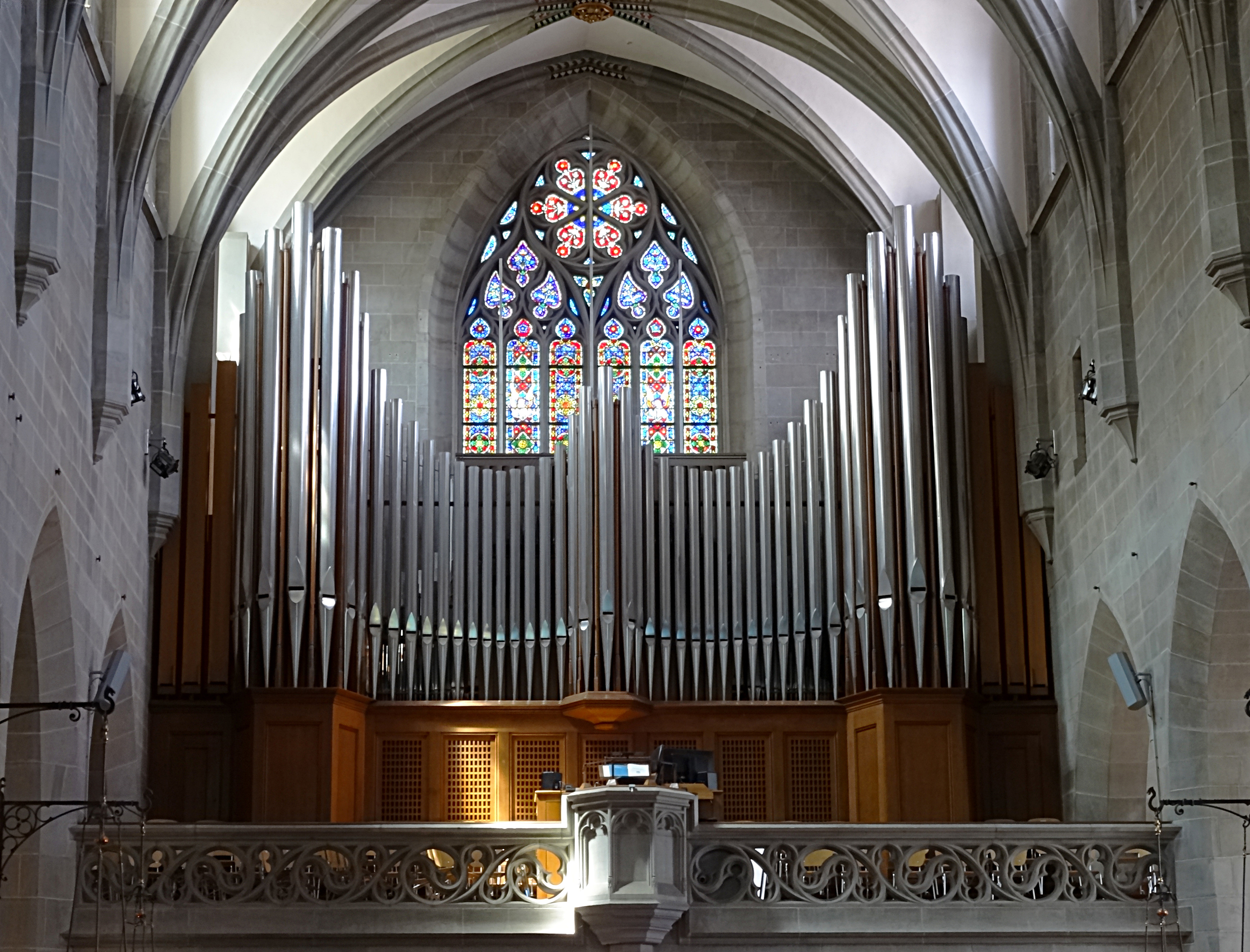
Heaton-Fenster im Fraumünster Zürich

## Biografie
Heatons gleichnamiger Vater war ein bekannter Glaser und Dekorateur sowie Mitbegründer der renommierten Glasfabrik Heaton, Butler and Bayne. Er schickte seinen Sohn nach London zu Burlison and Grylls, um dort ebenfalls den Beruf des Glasers zu erlernen. Außerdem studierte Heaton an der Kunsthochschule Heatherley School of Fine Art. 1880 trat er in das Familienunternehmen ein und gehörte von 1882 bis 1886 dessen Direktion an. Daraufhin ließ er sich in Boveresse im Val de Travers nieder, um sich künstlerisch zu betätigen. 1893 zog er mit seiner Familie nach Neuchâtel.
Wegen der Vertragsauflösung mit dem Unternehmen seines Vaters musste Heaton vorübergehend seine Tätigkeit als Glaser aufgeben. Aus diesem Grund beschäftigte er sich auch mit Cloisonné sowie mit Kupfer-, Mosaik- und Intarsienarbeiten. Darüber hinaus entwickelte er Reliefpapier. Seine Mosaiken im Stil des Historismus und im Jugendstil zieren unter anderem das Bundeshaus und das Historische Museum in Bern sowie das Musée d’art et d’histoire in Neuchâtel. Ab 1901 wandte er sich wieder der Glasmalerei zu, 1908 verlegte er sein Atelier nach Colombier. 

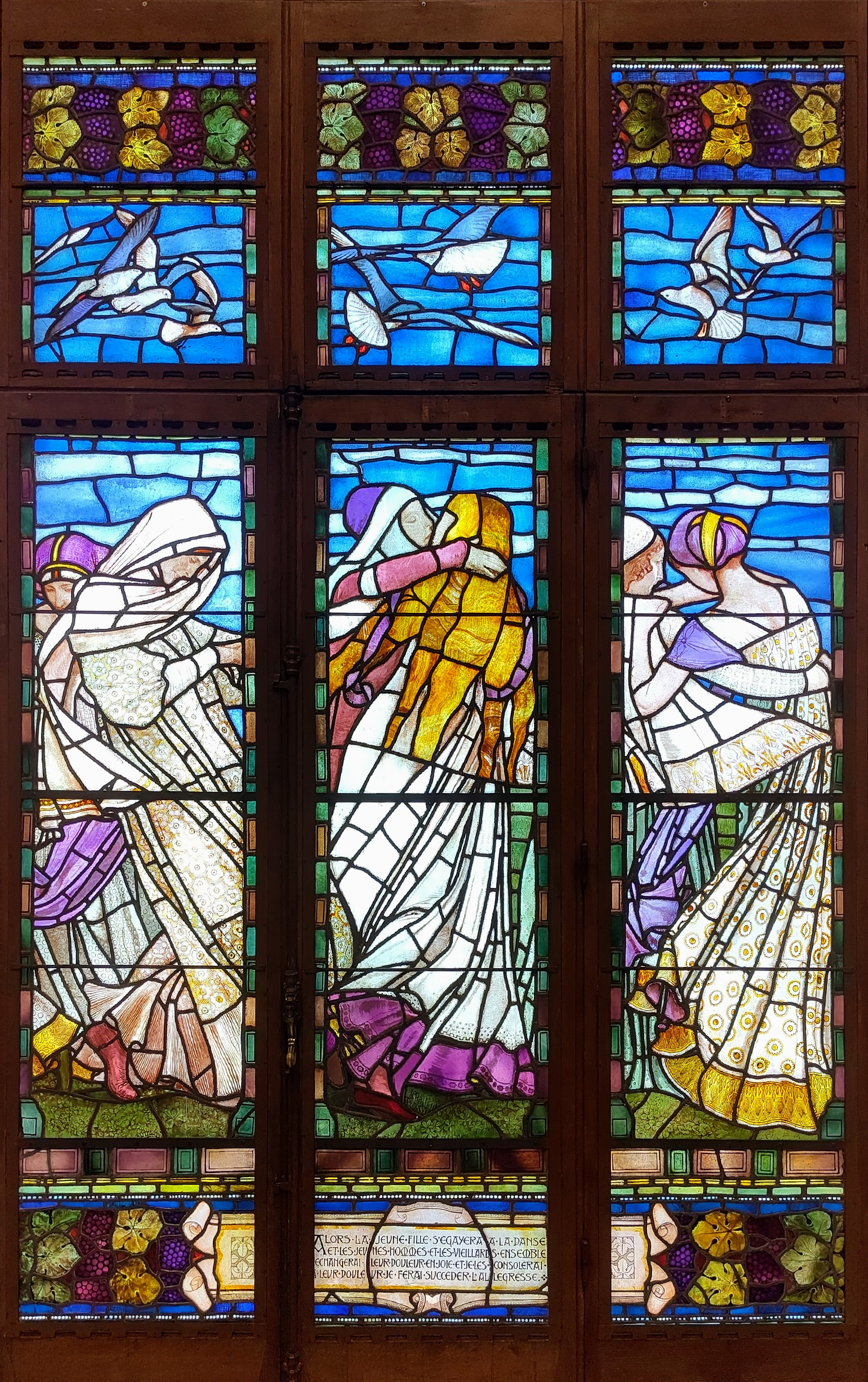
Heaton-Fenster im Musée d'art et d'histoire, Neuchâtel

Nachdem 1914 ein Brand sein Atelier zerstört hatte, entschloss sich Heaton zur Auswanderung in die USA. Er war zunächst in New York tätig, ab 1919 in West Nyack im nahe gelegenen Rockland County. Wie zuvor in der Schweiz fertigte er nun fast ausschließlich Glasmalereien für Kirchengebäude an.